# Texcaltitlán
Texcaltitlán é um município do estado do México, no México.